# Edge of Reality
Edge of Reality är en sång inspelad av Elvis Presley och kommer från filmen "Live a Little, Love a Little" från 1968.

## Singeln
"Edge Of Reality" släpptes som en b-sida av singeln "If I Can Dream" i november 1968. "Edge Of Reality" lyckades inte ta sig in på Billboard 100 men "If I Can Dream" placerade sig på en 12:e plats.